# Auberge (Album)
Auberge (fr.: Gaststätte) ist ein Studioalbum des englischen Sängers Chris Rea aus dem Jahre 1991 und zählt zu seinen bekanntesten Alben. Genau wie das vorherige Album The Road to Hell konnte auch Auberge den Spitzenplatz in den britischen Charts belegen, das gelang Rea auch erstmals in Deutschland.
Als Singles wurden neben dem gleichnamigen Titelsong noch Heaven und Looking for the Summer ausgekoppelt.
Das Album sowie der Titelsong werden vor allem mit dem Caterham Super Seven in Verbindung gebracht, den Rea selbst besaß und „Blue Seven“ nannte. Dieses Auto erschien auf dem Albumcover, in Öl gezeichnet von Alan Fearnley. Das Album enthält in einigen Titeln Anspielungen auf das Auto, genau wie im Musikvideo zu Auberge. Im Jahre 2005 verkaufte Rea sein Auto bei einer Auktion.

## Titelliste
1. Auberge – 7:18
2. Gone Fishing – 4:41
3. You’re Not a Number – 5:00
4. Heaven – 4:12
5. Set Me Free – 6:55
6. Red Shoes – 3:54
7. Sing a Song of Love to Me – 3:34
8. Every Second Counts – 5:08
9. Looking For the Summer – 5:03
10. You My Love – 5:29
11. The Mention of Your Name – 3:17

## Kommerzieller Erfolg

### Chartplatzierungen
| ChartsChartplatzierungen       | Höchstplatzierung | Wochen |
| ------------------------------ | ----------------- | ------ |
| Deutschland (GfK)              | 1 (48 Wo.)        | 48     |
| Österreich (Ö3)                | 5 (13 Wo.)        | 13     |
| Schweiz (IFPI)                 | 2 (22 Wo.)        | 22     |
| Vereinigte Staaten (Billboard) | 176 (1 Wo.)       | 1      |
| Vereinigtes Königreich (OCC)   | 1 (37 Wo.)        | 37     |

| ChartsJahrescharts (1991) | Platzierung |
| ------------------------- | ----------- |
| Deutschland (GfK)         | 13          |
| Schweiz (IFPI)            | 18          |

### Auszeichnungen für Musikverkäufe
| Land/Region                  | Auszeichnungen für Musikverkäufe (Land/Region, Auszeichnung, Verkäufe) | Verkäufe    |
| ---------------------------- | ---------------------------------------------------------------------- | ----------- |
| Deutschland (BVMI)           | Platin                                                                 | 500.000     |
| Europa (IFPI)                | Platin                                                                 | (1.000.000) |
| Finnland (IFPI)              | Gold                                                                   | 36.014      |
| Frankreich (SNEP)            | 2× Gold                                                                | 200.000     |
| Niederlande (NVPI)           | Gold                                                                   | 50.000      |
| Österreich (IFPI)            | Gold                                                                   | 25.000      |
| Schweiz (IFPI)               | Platin                                                                 | 50.000      |
| Vereinigtes Königreich (BPI) | 2× Platin                                                              | 600.000     |
| Insgesamt                    | 5× Gold · 5× Platin ·                                                  | 1.461.014   |